# Franz Deuticke
Franz Deuticke (ur. 9 września 1850, zm. 2 lipca 1919) – austriacki wydawca.
W 1878 razem ze Stanislawem Töplitzem przejął wiedeńską księgarnię połączoną z wydawnictwem Karla Czermaka; od 1886 był samodzielnym właścicielem spółki. Z czasem w wydawnictwie Deuticke ukazały się monografie takich autorów jak Sigmund Freud, Theodor Meynert, Salomon Stricker, Max Kassowitz i Heinrich Obersteiner.